# La Mata (Toledo)
La Mata és un municipi de la província de Toledo, a la comunitat autònoma de Castella la Manxa. Limita amb Carriches i Santa Olalla (Toledo) al nord, Carmena a l'est, El Carpio de Tajo al sud i Mesegar de Tajo a l'oest.

## Demografia
| 1996  | 1998 | 1999 | 2000 | 2001 | 2002 | 2003 | 2004 | 2005 | 2006 |
| ----- | ---- | ---- | ---- | ---- | ---- | ---- | ---- | ---- | ---- |
| 1.010 | 988  | 998  | 991  | 967  | 978  | 948  | 948  | 962  | 953  |

## Administració
| Període      | Nom de l'alcalde/-essa      | Partit polític | Data de possessió |
| ------------ | --------------------------- | -------------- | ----------------- |
| 1979 - 1983  | Pedro Gómez Rubio           | UCD            | 19/04/1979        |
| 1983 - 1987  | Pedro Gómez Rubio           | CDS            | 28/05/1983        |
| 1987 - 1991  | Pedro Gómez Rubio           | CDS            | 30/06/1987        |
| 1991 - 1995  | Pedro Gómez Rubio           | PSOE           | 15/06/1991        |
| 1995 - 1999  | Pedro Gómez Rubio           | PSOE           | 17/06/1995        |
| 1999 - 2003  | José Valdivieso Gómez       | PSOE           | 03/07/1999        |
| 2003 - 2007  | María Ángeles Delgado Gómez | PSOE           | 14/06/2003        |
| 2007 - 2011  | María Ángeles Delgado Gómez | PSOE           | 16/06/2007        |
| 2011 - 2015  | n/d                         | n/d            | 11/06/2011        |
| 2015 - 2019  | n/d                         | n/d            | 13/06/2015        |
| 2019 - 2023  | n/d                         | n/d            | 15/06/2019        |
| Des del 2023 | n/d                         | n/d            | 17/06/2023        |